# Marc Nouaux
Pour les articles homonymes, voir Nouaux.
Lucien Nouaux alias « Marc » dans la clandestinité est un résistant français né à Bayonne le 14 novembre 1921 et abattu par la Gestapo le 25 juillet 1944 au Bouscat.

## Biographie
Lucien Nouaux nait à Bayonne, dans le département des Basses-Pyrénées (aujourd'hui Pyrénées-Atlantiques) le 14 novembre 1921. Il intègre l’administration des contributions indirectes, d'abord comme stagiaire à Facture en Gironde, puis à Paris, et enfin à Angoulême en tant que contrôleur,,.

### La Résistance
C'est là qu'il reçoit, en 1943, son ordre de départ pour Lübeck en Allemagne pour le Service du travail obligatoire. Refusant de s'y soumettre, il quitte sa famille et son administration et part au Pays basque pour tenter de rejoindre les Forces françaises libres. Le passage de la frontière espagnole échoue : une patrouille allemande repère son groupe d'une dizaine de réfractaires, ouvre le feu et tue leur guide. Lucien parvient à échapper. Une nouvelle tentative, cette fois par la Bretagne, se révèle aussi vaine. Lucien fuit donc à Lyon, où il prend contact avec la Résistance,.
Là, il devient rapidement un des animateurs d'un corps-franc, menant des coups de main et diffusant des journaux clandestins entre Lyon et Toulouse. C'est dans cette ville qu'il entre en 1943 en contact avec Pierre Dumas, qui, sous le pseudonyme de Saint-Jean, dirige la branche régionale des Mouvements unis de la Résistance (MUR). Sous ses ordres, il participe à environ cent cinquante actions (sabotages de lignes de chemin de fer, d'installations électriques, etc.), jouant en parallèle le rôle d'agent de liaison pour Antoine Avinin, le chef et cofondateur du mouvement Franc-Tireur,. 
En janvier 1944, Pierre Dumas et Lucien Nouaux — qui adopte alors le pseudonyme de "Marc" — sont pourchassés par la Gestapo qui resserre son étreinte. Ils quittent Toulouse pour Bordeaux, avec mission des MUR d'y réorganiser la Résistance locale, gravement mise à mal par la trahison de Grandclément, chef du corps-franc "Alouette". Adjoint de Saint-Jean, Marc Nouaux fonde — avec André Bouillard dit "Dédé le Basque", un jeune officier de police passé à la Résistance — et Maurice Sère le Corps-franc de la libération (CFL) rattaché aux Forces françaises de l'intérieur (FFI), qui lui emprunte son pseudonyme. De mars à juillet 1944, les hommes du corps-franc Marc commettent de nombreux sabotages et attentats, contre la centrale électrique de Cenon, l'usine de la Cellulose du Pin de Facture, le poste de la Milice à Bordeaux, des lignes à haute tension de la région, des voies ferrées, des installations téléphoniques ,... Ils assurent également des réceptions de parachutages d'Angleterre,. 
Mais la Gestapo décime progressivement leurs rangs : 28 combattants sont fusillés, 12 sont déportés.

### L'arrestation
À la suite d'une trahison, il tombe à son tour le 25 juillet 1944 dans une souricière que l'occupant lui a tendue, près du Parc des Sports de Bordeaux. Blessé par balles, il est emmené dans les locaux de la Gestapo au Bouscat. Mais il a conservé une arme sur lui, et profite qu'on lui retire ses entraves pour faire feu : les Allemands l'abattent sur-le-champ. 
Marc Nouaux est inhumé au cimetière de Gazinet, à Cestas.

## Reconnaissances
À titre posthume il est fait chevalier de la Légion d'honneur, Compagnon de la Libération par décret du 17 novembre 1945. La Croix de Guerre 1939-1945 avec palme lui est décernée, ainsi que la Médaille de la Résistance.
Il est l'éponyme d'un cours de la ville de Bordeaux, d'une allée de Meyran à Gujan-Mestras où enfant il passait ses vacances et de la rue de Cestas où il habitait.
Un mémorial érigé devant le cimetière de Cestas lui est consacré ainsi qu'aux treize membres du corps-franc "Marc", morts pour la France, fusillés, morts en déportation, morts au combat ou encore assassinés par la Gestapo bordelaise.

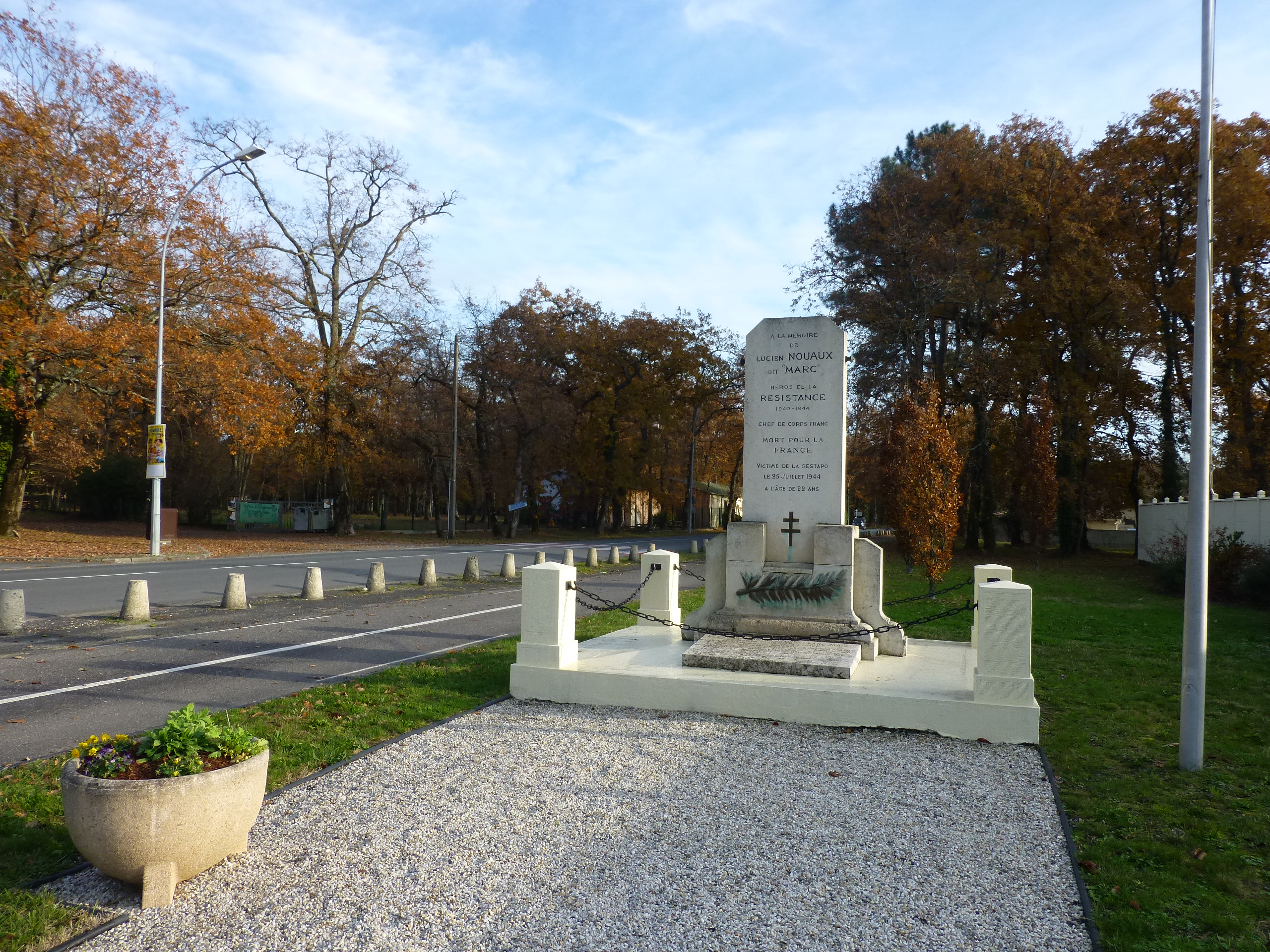
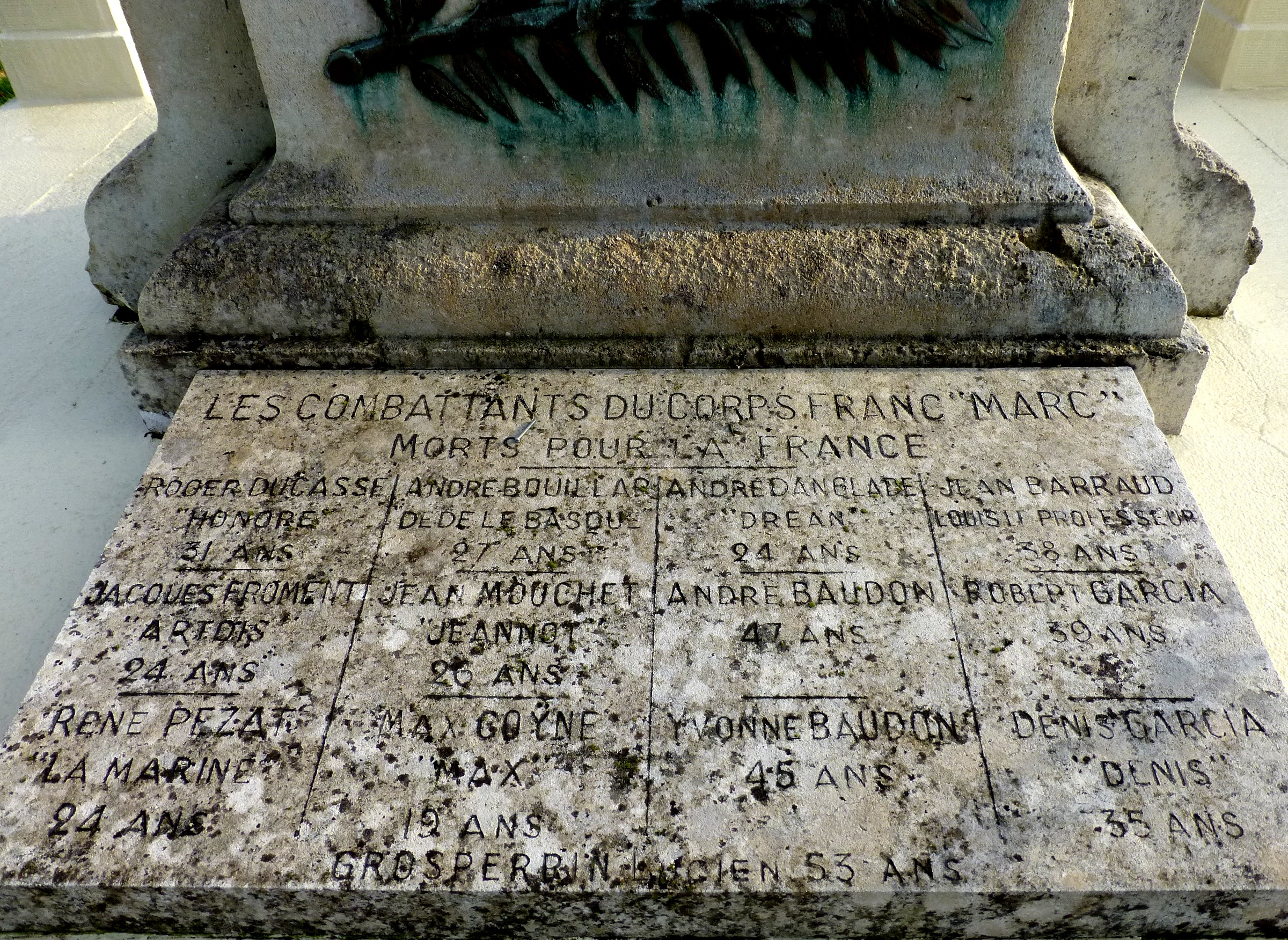
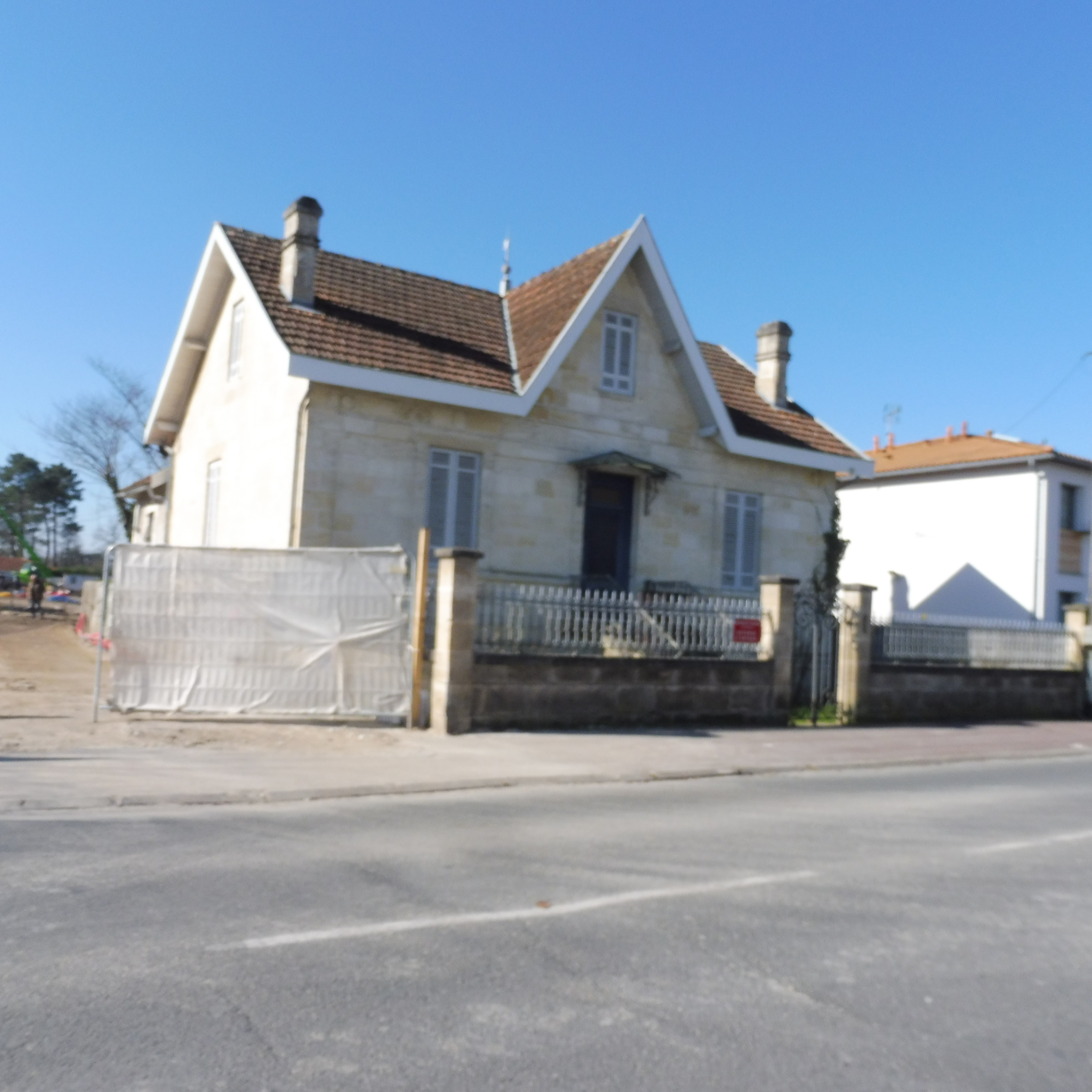
Maison de Marc Nouaux, rue Marc Nouaux à Gazinet, rachetée par la commune.